# 池内ひろ美
池内 ひろ美（いけうち ひろみ、1961年12月13日 - ）は、日本の夫婦・家族問題評論家。吉本興業所属。

## 主な活動
岡山市北区生まれ。24歳で結婚し、一女をもうけた。32歳で子供を連れて離婚後、1996年より「東京家族ラボ」を主宰。日本ペンクラブ会員、ADR法学会、日本家族と子どもセラピスト学会、インターネット法律協議会運営委員、家族メンター協会代表理事、内閣府後援女性活躍推進委員会理事。家族問題研究の第一人者であり、コメンテーターとして地上波メディアに頻繁に出演している。
恋愛・結婚・離婚など家族問題に関する著書を31作品発表している。テレビ番組のコメンテーターとして、テレビ朝日「ビートたけしのTVタックル」、日本テレビ系『ザ!情報ツウ』『シアワセ結婚相談所』、MXテレビ『ひるキュン』などに出演。TBS系ドラマ『離婚計画〜いつか愛したあなたへ〜』企画。「池内ひろ美の離婚の学校」講座を毎月日曜日に開講していたが、2013年2月の講座を以って閉校。
2007年2月、池内を脅迫し講演会を中止させた威力業務妨害で男性が逮捕起訴された。男性への判決は懲役1年6ヶ月、執行猶予4年。
2009年より、 NGO ルーム・トゥ・リード（米国本部）東京チャプターに参画（閉鎖）。
東日本大震災に関して弁護士主宰のビヨンドXプロジェクトに参画。2011年「週刊新潮」2011年12月8日号（通巻2820号）にてグラビア掲載。舞台「国家」「嘘つきとキュービスト」出演。2012年10月、「百年の時計」で映画出演。映画「裸のいとこ」（大鶴義丹監督作品）出演。
2013年9月、「一般社団法人ガールパワー」を設立。代表理事を務める。
2014年2月、八洲学園大学客員教授就任。2019年度まで在籍（2020年以降の在籍が確認できないため）。
2018年より「家族メンター」設立。2020年吉本文化人的カルチャースクールにて「池内ひろ美　男と女と家族講座」開講。

## 主張・発言
- 選択的夫婦別姓には賛成できないとしている[16]。
- 「法律婚関係にある夫婦の子どものDNA鑑定はお勧めしません。家族にとって大切なのは情緒的つながりであって、すべてを科学的に明らかにする必要はないと思います」と述べる[17]。

## 著作
- とりあえず結婚するという生き方（ヨシモトブックス）　2016.5.27
- 大好きな彼に選ばれるための25の法則 2013.12（スターツ出版）
- 結婚の学校 2011.12 （幻冬舎）
- 「いい夫婦」になるいたってシンプルな30のヒント “今のまま"の結婚生活に迷いを感じたら読む本 青春出版社 2001.12  「読むだけで「いい夫婦」になる本」講談社文庫
- 壊れかけ夫婦のトラブル、解決します マガジンハウス 2002.3 「夫婦のバランス学」講談社+α文庫
- 妻の浮気 男が知らない13の事情 2005.5 (新潮新書)
- 男の復権 女は男を尊敬したい ダイヤモンド社 2006.12
- 良妻賢母 女が幸せになるヒント 2007.9 (PHP新書)
- 素敵な女性は今、インターネット  Internet woman ジャパン・ミックス 1996.9
- 離婚の偏差値 あなたは捨てる人?捨てられる人? ワニブックス 1999.11
- 池内ひろ美の「離婚の学校」 主婦の友社 2002.5
- 勝てる!?離婚調停 町村泰貴共著 日本評論社 2004.2
- 熟年離婚の損と得 捨てる妻、捨てられる夫 ワニブックス 2006.3
- だからあなたは棄てられる 河出書房新社 2006.5
- リストラ離婚まだまだ 妻の人生オットは不要品 双葉社 1996.12
- リストラ離婚 妻がオットを捨てるとき 双葉社 1996.2  のち講談社文庫
- リストラ家族 民法改正と夫婦別姓 遠藤誠共著 社会批評社 1997.4
- Pride 夫を棄てた妻 WAVE出版 1997.10 （小説）
- 池内ひろ美の離婚相談所 「迷ったとき」「係争中」「離婚後」-かしこい対処のポイント 林陽子法律監修 日本実業出版社 1997.8
- 『それぞれの離婚…告白!私たち夫婦が別れた理由』宝島社〈別冊宝島〉（原著1998年3月）。
- 『男と女の法律裏バイブル…無傷・無罪のヌケ道教えます』ベストセラーズ〈BEST MOOK SERIES〉（原著1999年7月）。ISBN 9784584202395。
- 『ザ・別れる理由』宝島社〈宝島社文庫〉（原著2000年4月）。ISBN 9784796617970。
- 『internet WOMAN』 ジャパン・ミックス刊
- WinK編著 『インターネットの使い方・楽しみ方…インターネットにWinK & Kiss・ホームページの作り方』 オーム社〈新電気ビギナーシリーズ〉、1997年8月
- メーリングリスト「LIFE」共著 『成功するオンラインショップ…女性ネットワーカー1300人が本音で提言』 東洋経済新報社、1998年2月

## メディア
- サンデージャーナル（テレビ愛知）2021年
- バラいろダンディ（東京MX）2021年
- ひるおび!（TBS）2021年
- マツコデラックスが紐解く日本のモテ現代史　（日本テレビ）2020年
- グッとラック!（TBS）2020年
- 和牛の、以上現場からお伝えしました。（関西テレビ）2020年
- 朝生ワイド す・またん!（読売テレビ）2020年
- ホンマでっか!?TV（フジテレビ）2019年
- ABEMA的ニュースショー（AbemaTV）2019年
- 教師役の陣内孝則が推定家賃70万の一軒家でひとり暮らしをしていた時代…とマツコ（日本テレビ）2019年
- おきて破り!（NHK BSプレミアム）2019年
- 婚活SOS!だからアナタは結婚できない!?駆け込み結婚相談所（テレビ朝日）2019年
- 明けましてKawaiianTV 2018（KawaiianTV）2018年
- 情報ライブ ミヤネ屋（読売テレビ）2018年
- カナキチふむふむ（KawaiianTV）2018年
- 報道プライムサンデー（フジテレビ）2018年
- ひるキュン!（東京MX）2017年
- 田中みな実あったかタイム（TBSラジオ）2016年
- 外国人記者は見た！日本inザ・ワールド（BS-TBS）2016年
- グッド!モーニング（テレビ朝日）2016年
- ワイド!スクランブル（テレビ朝日）2016年
- ブラマヨ弾話室（BSフジ）2016年-
- 羽鳥慎一モーニングショー（テレビ朝日）2016年
- シアワセ結婚相談所（日本テレビ）2009-2010年
- ザ!情報ツウ（日本テレビ）2001-2005年
- レッツ!（日本テレビ）2001-2002年
- スーパーモーニング（テレビ朝日）2000-2001年
- ワイド!スクランブル（テレビ朝日）1998-1999年
- 朝まで生テレビ!（テレビ朝日）
- ビートたけしのTVタックル（テレビ朝日）

## 講座
吉本文化人的カルチャースクール
- 池内ひろ美　男と女と家族講座　第1回「コロナの事件簿」　ゲスト：ランパンプス（2020年12月21日）
- 池内ひろ美　男と女と家族講座　第2回「オンライン婚活、オンライン結婚。」　ゲスト：コットン（元ラフレクラン）（2021年1月18日）
- 池内ひろ美　男と女と家族講座　第3回「本当に女は話が長いのか？ 男と女の違い。」　ゲスト：レインボー（2021年3月15日）
- 池内ひろ美　男と女と家族講座　第4回「国会の恋愛事件簿」　ゲスト：ビスケッティ（2021年3月22日）
- 池内ひろ美　男と女と家族講座　第5回「浮気をしたら大変なことになった！」　ゲスト：ランパンプス（2021年4月19日）
- 池内ひろ美　男と女と家族講座　第6回「海外留学のメリット・デメリット」　ゲスト：ランパンプス（2021年5月17日）
- 池内ひろ美　男と女と家族講座　第7回「アートで知るLGBTQ＋」　ゲスト：ランパンプス（2021年6月21日）
- 池内ひろ美　男と女と家族講座　第8回「取らぬコロナの皮算用」　ゲスト：ランパンプス（2021年7月19日）